# لسمو
لسمو (به ایتالیایی: Lesmo) یک کومونه در ایتالیا است که در استان مونتزا و بریانتزا واقع شده‌است.

## خصوصیات
لسمو ۵٫۱ کیلومترمربع مساحت و ۷٬۷۹۲ نفر جمعیت دارد و ۱۹۰ متر بالاتر از سطح دریا واقع شده‌است.